# Fanny Persiani

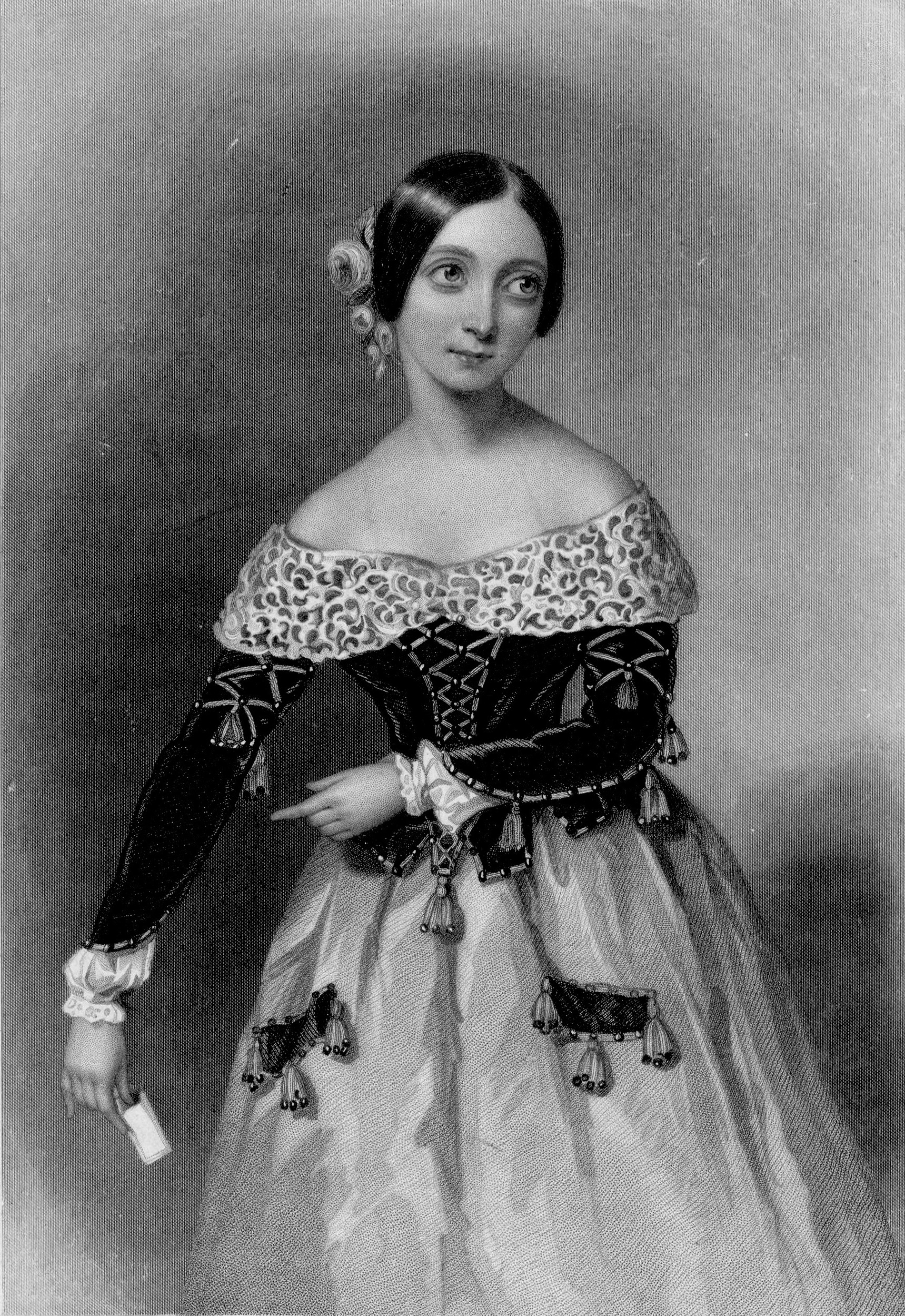
Fanny Persiani som Rosina i Gioacchino Rossinis opera Barberaren i Sevilla.

Fanny Persiani, född 1812 i Rom, död 1867 i Neuilly-sur-Seine utanför Paris, var en italiensk operasångerska. 
Hon var dotter till sångaren Nicola Tacchinardi och från 1830 gift med kompositören Giuseppe Persiani.
Persiani debuterade med stor framgång i Livorno 1832, och blev på kort tid en av de mest berömda sångerskorna i Europa. Under åren 1832–1834 reste hon runt och uppträdde på Italiens främsta scener; 1833 gjorde hon stormsuccé i Milano, där hon på Teatro alla Scala gjorde titelrollen i Vincenzo Bellini La sonnambula. Hon uppträdde i ett flertal europeiska storstäder och var primadonna i bland annat London och Paris. Hon sjöng även i Ryssland, Österrike, Holland och andra länder.
Persiani sågs på sin tid som en av de främsta företrädarna för bel canto, och vann enligt Arvid Ahnfelts Europas konstnärer (1887) ”idel beundrare af den sköna rösten och präktiga skolan”. En Pariskritiker skrev hösten 1839 följande om henne:
| ”                     | M:me Persiani öfverträffade sig själf; vi skola icke tillfoga henne den förnärmelsen att säga, det hon sjöng som en näktergal, ty det skulle vara alltför smickrande för näktergalarna, hvilka emellanåt sjunga afskyvärdt falskt. | „ |
| – efter Nils Personne | |   |